# Psychidea transcaucasica
Psychidea transcaucasica är en fjärilsart som beskrevs av Meier 1966. Psychidea transcaucasica ingår i släktet Psychidea och familjen säckspinnare. Inga underarter finns listade.